# Le Rêve de Noël
 (juillet 2025).
Pour plus de détails, voir Fiche technique et Distribution.
Le Rêve de Noël est un film de Noël de Georges Méliès sorti en 1900 au début du cinéma muet.

## Synopsis
Le soir de Noël, des enfants s'endorment et rêvent.

## Distribution
- Georges Méliès : le pauvre